# Nipane (Pante Macassar)
Nipane (Nipani) ist ein osttimoresischer Ort im Suco Nipane (Verwaltungsamt Pante Macassar, Sonderverwaltungsregion Oe-Cusse Ambeno).

## Der Ort
Nipane liegt im Süden des Sucos an der Grenze zu Indonesien auf einer Meereshöhe von 434 m. Hier befindet sich ein Posten der Grenzpolizei. Während der Besatzungszeit bestanden enge wirtschaftliche Beziehungen zur indonesischen Seite. Heute muss sich der Ort aus der Exklave selbst über eine schlecht ausgebaute Straße versorgen.

## Der Suco

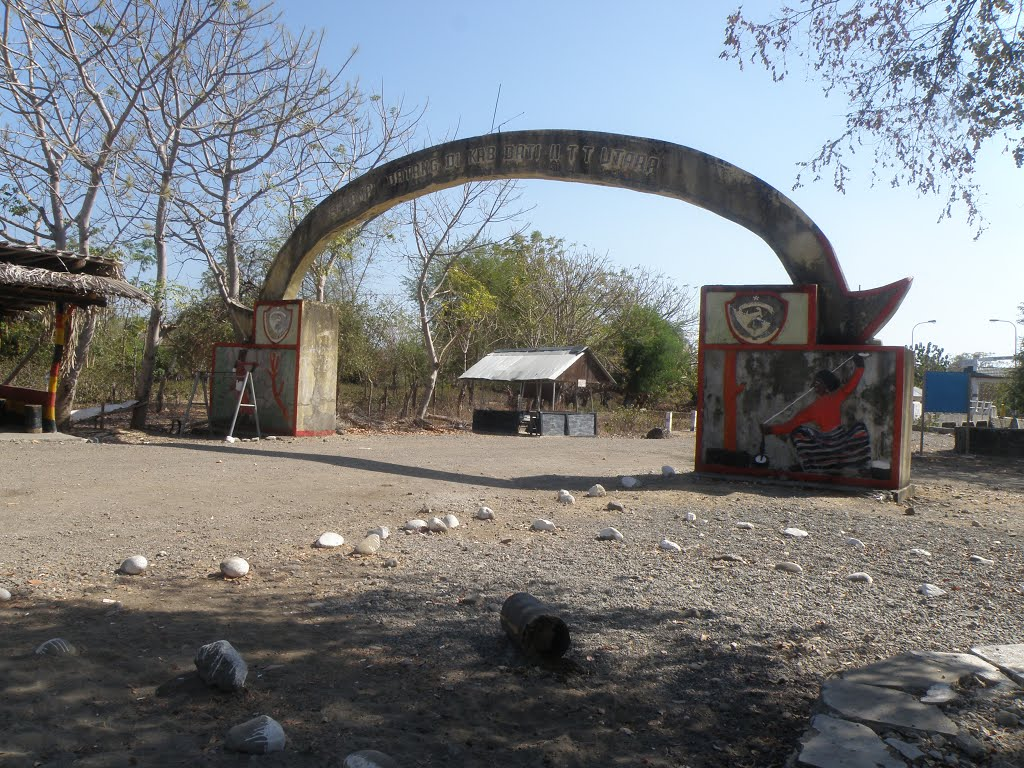
Grenzübergang von Nipane nach Indonesien

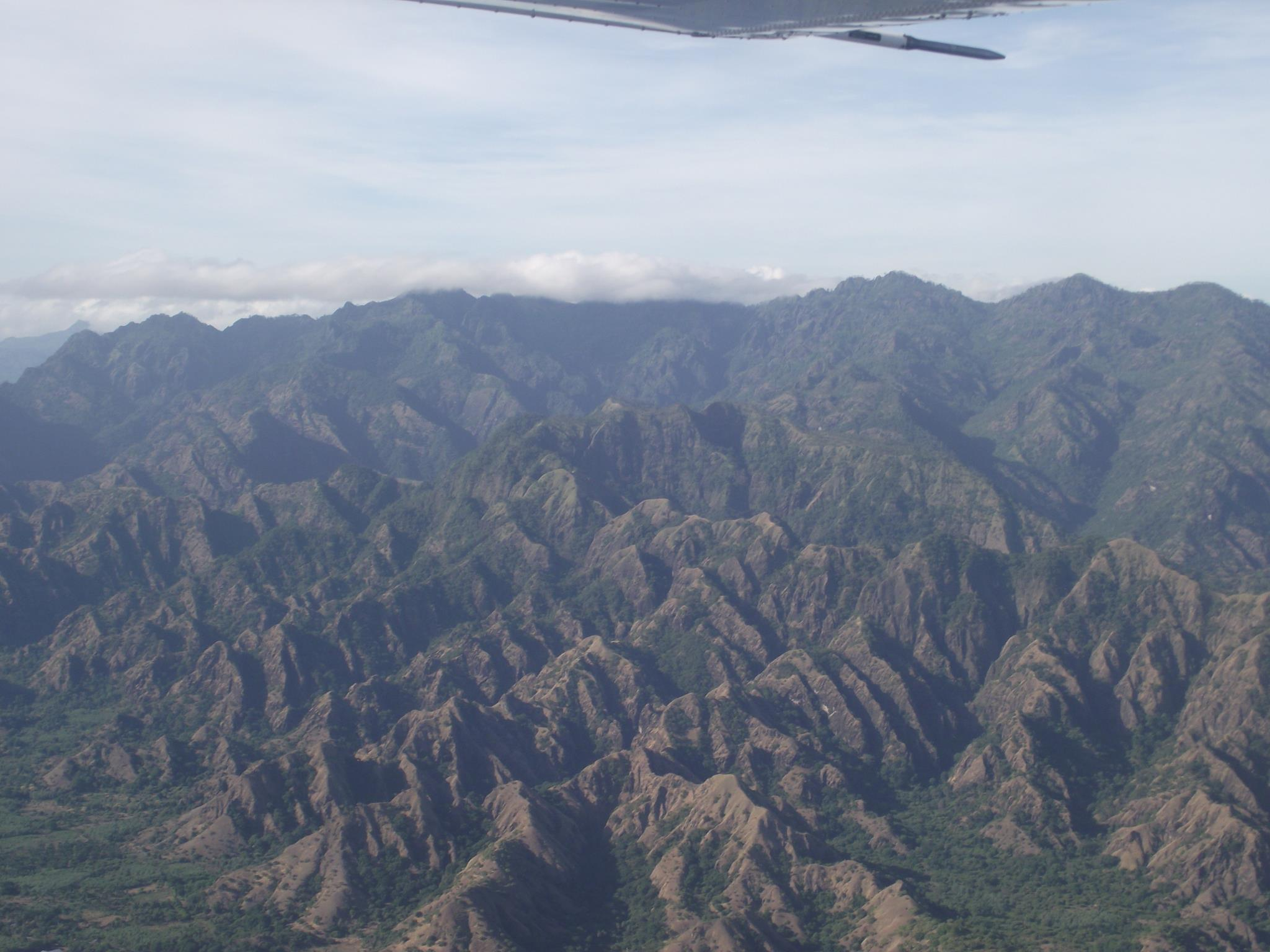
Berge bei Sacato

In Nipane leben 2.335 Einwohner (2022), davon sind 1.153 Männer und 1.182 Frauen. Im Suco gibt es 436 Haushalte. Über 97 % der Einwohner geben Baikeno als ihre Muttersprache an. Minderheiten sprechen Mambai, Tetum Prasa oder Tetum Terik.
Vor der Gebietsreform 2015 hatte Nipane eine Fläche von 57,18 km². Nun sind es 52,86 km². Der Suco bildet den Nordosten der osttimoresischen Exklave Oe-Cusse Ambeno in Westtimor. Im Norden liegt die Sawusee, westlich und südlich der Suco Costa. Im Osten grenzt Nipane an Indonesien. Die meisten größeren Orte des Sucos liegen an der Küstenstraße. Dies sind von West nach Ost Aosnak, Bausiu, Soin, Oebone, Fatuputi, Sacato (Sakato), Fatuke, Mopo und Meobola. Am Ostende der Küstenstraße befindet sich bei Meobola der offizielle Grenzübergang Sacato/Wini zu Indonesien. Die einzige Grundschule des Sucos liegt in Sacato, die Escola Primaria Sacato. Hier wurde 2012 auch ein Sicherheitsposten eröffnet, der unter anderem den Warenverkehr über die Grenze zu Indonesien überwachen soll.
In Sacato befindet sich das Inur-Sacato-Kraftwerk, das Hauptelektrizitätswerk von Oe-Cusse Ambeno, das seit November 2015 im Betrieb ist. Bis 2016 sollte es durch ein Gas-und-Dampf-Kombikraftwerk ergänzt werden, um auch die Neubauten der ZEESM zu versorgen. Das 37 Millionen US-Dollar teure Kraftwerk hat eine Leistung von 17,3 kW und soll die gesamte Gemeinde versorgen. Gebaut wurde es von der finnischen Firma Wärtsilä.
Im Suco liegt auch der mit 1259 m höchste Berg im Verwaltungsamt, der Sapu (Pico do Nipane).
In Nipane befinden sich die zwei Aldeias Bausiu und Sacato.

## Politik
Bei den Wahlen von 2004/2005 wurde Cassimiro Ena Colo zum Chefe de Suco gewählt. Bei den Wahlen 2009 gewann Anselmo Collo und 2016 Pedro Seu Neno Eco.